# Mistrovství Československa v cyklokrosu 1983
Mistrovství Československa v cyklokrosu 1983 se konalo v sobotu 29. ledna 1983 v Kolíně.
Délka závodu byla 29,2 km.

## Přehled
| Poř.             | Jméno              | Čas        |
| Zlatá medaile    | Miloslav Kvasnička | 1:07:00 h  |
| Stříbrná medaile | Petr Klouček       | + 0:58 min |
| Bronzová medaile | Radomír Šimůnek    | + 1:30 min |
| 4                | Zbyněk Ocásek      | + 1:34 min |
| 5                | František Klouček  | + 2:04 min |
| 6                | Fišer              | + 2:21 min |